# ケイ・トムソン
ケイ・トムソン（Kay Thomson、1964年2月18日 - ）は、カナダのフィギュアスケート選手、プロフィギュアスケート選手、フィギュアスケートコーチ。

## 経歴
1982-83シーズンから3年連続でカナダ選手権で1位、1984年サラエボオリンピックでは12位。
ルイス・ストングをコーチとしてジャンプとスピンに定評があり、1980年代前半にもかかわらず、ショートプログラムとフリープログラムの両方に3回転ルッツを入れていた。1980年代前半で、3回転ルッツをプログラムに入れている選手は上位選手でも数える程しかいなかった。またフリープログラムでは3回転フリップもいれていた。そのかわり、トウループやサルコウなどの難度の低い3回転はプログラム入れていなかった。
スピンでは、バックスクラッチスピンとレイバックスピンを得意とし、レイバックスピンの状態からフリーレッグをキャッチフットする姿勢も得意としていた。
1984年の世界選手権で5位に入賞し、自身の最高成績を修めた後、その夜のインタビューでは「これで解放される。コーチのストング先生はよく考えなさいといってくれたけれど、やりたい事は全てやったし、今週は世界選手権で疲れ切った。これでアマチュアは終わりにしたい」とコメントした。引退後はプロに転向した。

## 戦績
| Event            | 1980-81 | 1981-82 | 1982-83 | 1983-84 |
| ---------------- | ------- | ------- | ------- | ------- |
| オリンピック     |         |         |         | 12      |
| 世界選手権       |         | 8       | 7       | 5       |
| カナダ選手権     | 2       | 1       | 1       | 1       |
| スケートアメリカ |         | 5       |         |         |
| スケートカナダ   |         |         |         | 2       |
| モスクワ国際     |         | 1       |         |         |